# Richard Christy
Richard Christy (Fort Scott, 1 de abril de 1974) é um baterista estadunidense que já tocou em diversas bandas.
Já tocou nas bandas Burning Inside, Death, Control Denied, Leash Law, Iced Earth, Tiwanaku, Rick Renstrom, Acheron, Demons & Wizards, Public Assassin, Wykked Witch, Syzygy, Bung Dizeez, Incantation, The Elite.

## Discografia
- Anti-God, Anti-Christ" - Acheron[3]
- Raw As Fuck (demo)" - Public Assassin
- Public Assassin (demo)" - Public Assassin
- Murdered" - Public Assassin
- Burning Inside (demo)" - Burning Inside
- The Eve Of The Entities" - Bunring Inside
- Apparition" - Burning Inside
- Until The Bitter End" - Rick Renstrom
- The Sound Of Perseverance" - Death
- Live In L.A" - Death
- Live In L.A (DVD)" - Death
- Live At Eindhoven" - Death
- Live At Eindhoven (DVD)" - Death
- Live In Cottbus (DVD)" - Death
- The Fragile Art Of Existence" - Control Denied
- Zero Tolerance" - Chuck Schuldiner
- Zero Tolerance II" - Chuck Schuldiner
- Stealing Grace (EP)" - Leash Law
- Dogface" - Leash Law
- Horror Show" - Iced Earth
- Dark Genesis (box com 5 cds)" - Iced Earth
- Tribute To The Gods" - Iced Earth
- The Reckoning (single)" - Iced Earth
- The Glorious Burden" - Iced Earth
- The Blessed And The Damned" - Iced Earth
- Gettysburg 1863 (2DVDs)" - Iced Earth